# Karl Zéro
Karl Zéro, pseudonimo di Marc Tellenne (Aix-les-Bains, 6 agosto 1961), è un conduttore televisivo, regista e cantante francese.

## Biografia
Figlio d'arte, la madre, Annick Tellenne, è stata una conduttrice televisiva.
Con il nome d'arte di Karl Zéro debutta suonando in alcuni gruppi punk a partire dal 1980; si dedica anche all'attività di sceneggiatore teatrale e disegnatore di fumetti sulle riviste Metal Hurlant e Charlie Hebdo.

### In televisione
Inizia poi ad esibirsi come comico e cabarettista in vari spettacoli, arrivando ad esibirsi anche nei canali televisivi nazionali Europe 1 nel programma Géant Gratuit e su Canal+.
Si fa notare per gli attacchi spesso feroci effettuati ai politici francesi; dal 1993 conduce una sorta di telegiornale parodistico, intitolatro Le vrai journal, con commenti sui fatti del giorno all'interno di una trasmissione televisiva francese; nel 1996 questo telegiornale diventa una trasmissione autonoma, in onda ogni domenica alle 12:30.
In questa veste viene intervistato da Sabina Guzzanti per il suo film Viva Zapatero! e per evidenziare come ciò che in Italia le era vietato in Francia invece è una consuetudine viene trasmesso un brano di una scena di Zéro, andata in onda regolarmente in Francia, in cui il comico, truccato come Travolta nel film Pulp Fiction (il titolo della sketch è infatti Peuple fiction), uccide il presidente Jacques Chirac (si tratta di un montaggio video). In Viva Zapatero! viene taciuto, ma il filmato provocò l'interruzione della trasmissione Le Vrai Journal, ideato e condotto da Zéro.
Sempre nel 1993 ha realizzato un film Le Tronc, non pubblicato in Italia, con alcuni nomi noti dello spettacolo francese come Albert Algoud, José Garcia e Lova Moor.
Nel 2006 gira insieme a Michel Royer un documentario parodia sulla vita e l'ascesa alla presidenza della repubblica di Jacques Chirac, intitolato Dans la peau de Jacques Chirac (ispirandosi al titolo francese del film americano Essere John Malkovich, in cui il presidente della repubblica francese viene descritto come una persona subdola, con l'unico interesse per i voti da raccogliere e da aumentare sempre più, insieme al suo potere.
Nello stesso anno la sua trasmissione Le Vrai Journal viene sospesa da Canal+. Da allora Karl Zéro è molto attivo su internet, dove pubblica i suoi nuovi sketch e i suoi nuovi video.

### La musica
Karl Zéro è ritornato alla musica con un album inciso alla fine del 2000 e pubblicato a gennaio del 2001, Songs for cabriolets y otros tipos de veiculos, molto distante dal punk degli esordi: il disco infatti ripropone per lo più cover di canzoni degli anni '50, arrangiate quasi tutte come cha cha cha (o comunque con sonorità latinoamericane), in maniera originale e divertente.
Tra le canzoni riprese vi sono anche quattro brani italiani: La pansé, scritta da Furio Rendine ed incisa da moltissimi artisti come Renato Carosone, Gabriella Ferri e Roberto Murolo, Torero di Renato Carosone, Love in Portofino di Fred Buscaglione e Io, mammeta e tu di Domenico Modugno; tra gli altri autori vi sono Pérez Prado (Zéro incide la sua Ca va ça va inserendoci un testo di sua composizione) e Xavier Cugat, e al disco partecipano vari ospiti, tra cui Henri Salvador (che canta nel brano El Bodeguero) e la moglie di Zéro (da cui ha avuto tre figli), l'artista francese Daisy D'Errata (che canta con il marito in Inouis di Cugat).
L'album riscuote un buon successo in tutta Europa negli ambienti della musica indipendente, e viene anche ascoltato casualmente da Chris Carter, che inserisce molte canzoni del disco (tra cui le due italiane) in una puntata nella serie televisiva X Files, nell'episodio della nona stagione (2001- 2002) intitolato Improbable.
Il secondo album, intitolato Hifi Calypso e pubblicato tre anni dopo, viene inciso con la collaborazione dei The Wailers, il gruppo di Bob Marley, e si avvicina a sonorità Reggae e Calypso: contiene anche due cover dal repertorio di Harry Belafonte, Coconut woman e Jamaica farewell.

## Discografia

### CD
- 2001 - Songs for cabriolets y otros tipos de veiculos (Naïve Records)
- 2004 - Hifi Calypso (Naïve Records)